# Цариков, Борис Андреевич
Борис Андреевич Цариков (31 октября 1925, Гомель — 13 ноября 1943, Лоевский район, Гомельская область) — пионер-герой, разведчик 43-го стрелкового полка 106-й стрелковой дивизии 65-й армии Центрального фронта. Младший сержант. Герой Советского Союза.

## Биография
Родился 31 октября 1925 года в городе Гомель в семье служащего. Белорус. Образование среднее.
В Красной Армии с 1941 года. В декабре 1941 введён в состав ДРГ полковника Бойко В. У. (группа «Бати» из состава ОМСБОН). В феврале 1942 года группа «Бати» в количестве 55 человек через «Суражские ворота» перешла линию фронта в районе села Усвяты Витебской области. До мая 1942 группа «Бати» действовала в составе партизанской бригады им. Краснознаменного Ленинского комсомола (Райцев, Д.Ф.). 12 июня 1942 года в Богушевском районе создана партизанская бригада В. У. Бойко, с августа 1942 года Богушевская партизанская бригада. В период с 10 по 12 октября, исполняя приказ № 16 от 22 сентября первый отряд Богушевской партизанской бригады, где проходил службу боец Цариков, перешёл в 1-ю Белорусскую партизанскую бригаду Шмырёва. В начале октября 1942 года диверсант Цариков переправлен на Большую землю, где пройдя ПФЛ зачислен в 43-й Даурский стрелковый полк войск НКВД. Борис Цариков, находясь в тылу врага, неоднократно принимал участие в диверсионных действиях проводимых против сил противника, вел разведку в пользу Красной Армии. За проявленные мужество и героизм в октябре 1942 года представлен к Ордену Красного Знамени. С февраля 1943 года в действующей армии.
Разведчик 43-го стрелкового полка комсомолец, красноармеец Борис Цариков с группой минёров 15 октября 1943 года первым переправился через реку Днепр в районе посёлка городского типа Лоев Гомельской области Белоруссии, водрузив на правом берегу Красное знамя, и в течение 5 суток участвовал в боях по расширению плацдарма; 17-летний воин несколько раз возвращался на левый берег с боевыми донесениями в штаб.
Указом Президиума Верховного Совета СССР от 30 октября 1943 года за образцовое выполнение боевых заданий командования и проявленные при этом геройство и мужество красноармейцу Царикову Борису Андреевичу присвоено звание Героя Советского Союза.
Погиб в бою 13 ноября 1943 года. Похоронен в братской могиле в г. п. Лоев Гомельской области Белоруссии.

## Происхождение
В биографиях Бориса Царикова до настоящего времени встречаются ошибки и неточности. В документах времен войны год рождения Бориса – 1925-й, а местом рождения указаны то город Ртищево, то Тюмень. Наиболее вероятно, что Борис родился 31 октября 1926 года в д. Сосновка Гомельского уезда. Нет единой версии обстоятельств гибели фронтовика. В некоторых архивных документах искажена фамилия Героя, что препятствует увековечиванию памяти. Так, в информационной системе «Память народа» он проходит как Царьков Борис Андреевич и даже Царков (Царыков) Борис Андреевич.
Останки Бориса Царикова два раза подвергались эксгумации и перезахоронению. Первое место захоронения было у села Громыки, после чего его перезахоронили на территории Лоевской больницы. А в третий раз в Братской могиле советских воинов на центральной площади городского поселка Лоева.

## Награды и звания
Указом Президиума Верховного Совета СССР от 30 октября 1943 года за образцовое выполнение боевых заданий командования и проявленные при этом геройство и мужество красноармейцу Царикову Борису Андреевичу присвоено звание Героя Советского Союза.
Награждён орденами Ленина и Красного Знамени.

## Память
- Именем Героя названы школа в Гомеле, улицы в Гомеле и Лоеве.
- В Гомеле на здании 25-й школы, где учился Герой, установлена мемориальная доска.
- В селе Ягодное, близ Тольятти — на территории быв. пионерского лагеря «Алые паруса» установлен памятник Борису Царикову.
- Альберт Лиханов написал рассказ «Боря Цариков», который впервые был опубликован в 1969 году и выпущен издательством «Малыш»[9]. В 1974 году рассказ вошёл в книгу (сборник рассказов) «Вася Шишковский, Шура Кобер, Витя Хоменко, Боря Цариков»[10].
- Стела в честь Б. А. Царикова установлена на Аллее Героев в Гомеле (ул. Советская)[11][12].
- Мурал в честь Героя Советского Союза Бориса Царикова размещён на здании в Гомеле (ул.Я.Коласа, 3). Открыт 2 июля 2024 года, приурочено к 80-й годовщине освобождения Беларуси от немецко-фашистских захватчиков и Дню Независимости Республики Беларусь[13]. Рядом расположена улица, которая носит имя Героя.